# Torbeck (ort)
Torbeck är en ort i Haiti.   Den ligger i departementet Sud, i den sydvästra delen av landet, 160 km väster om huvudstaden Port-au-Prince. Torbeck ligger 12 meter över havet och antalet invånare är 1 918.
Terrängen runt Torbeck är platt åt nordost, men åt sydväst är den kuperad. Havet är nära Torbeck åt sydost.  Närmaste större samhälle är Les Cayes, 7,6 km öster om Torbeck. 